# Иван Гол
Иван Гол (на немски: Yvan Goll, Iwan Goll, Ivan Goll, псевдоним на Исак Ланг) e германско-френски писател, поет, романист и преводач. Авангардист, свързан с експресионизма и сюрреализма, един от големите майстори на модерната любовна лирика.

## Живот

### Ранни години и първи опити
Иван Гол е двуезичник, отраснал в семейството на еврейския фабрикант Абрахам Ланг от Елзас и Ребека Ланг (род. Лазар) от Лотарингия. През 1898 г., след смъртта на бащата, се премества с майка си в Мец. В началните класове там се преподава на френски език, но в гимназията е задължителен немският. Градът е център на Североизточна Лотарингия, числяща се по онова време към територията на Германската империя (присъединена към нея след Френско-пруската война 1870 – 1871, а след 1918 г. отново обявена за френска територия). През 1909 г. Исак Ланг придобива германско гражданство. Полага матура и получава диплома за завършено гимназиално образование.
Следва право във Фрайбург, след това в Мюнхен и Страсбург. През 1912 г. под псевдонима Иван Лазанг публикува първия си поетически сборник („Лотарингски народни песни“). По-късно използва и други псевдоними – Тристан Торси, Йоханес Тор, Жан Лонгвил, но най-често – Иван Гол. Възприема идеите на германския експресионизъм и повлиян от него, създава първата си по-значителна поема „Панамският канал“ (1914). За да избегне призовка в германската армия, след избухването на Първата световна война емигрира през 1914 г. в Швейцария. Живее в Цюрих, Лозана и Аскона. Според някои биографски източници, в университета в Лозана придобива титлата доктор на философските науки с дисертация върху надомния женски труд в Елзас и Лотарингия. Споделя пацифистки убеждения и поддържа контакти с германски, швейцарски и френски пацифисти от обкръжението на Ромен Ролан. Запознава се с бъдещата си съпруга, германско-френската писателка с еврейски корени Клер Щудер (родена Айшман).
В прочутата експресионистична антология „Залезът на човечеството“ (съставител Курт Пинтус) през 1919 г. са отпечатани седем негови стихотворения и кратък автопортрет, в който Иван Гол определя себе си като човек без отечество, по съдба евреин, по случайност роден във Франция, по паспорт германец. В Цюрих поддържа приятелски връзки с дадаистите Ханс Арп, Тристан Цара и Франсис Пикабия.

### Париж
През 1919 г. се премества в Париж, който по това време е централно средище на новите художествени търсения и експерименти, определили облика на модерното европейско изкуство през ХХ век. Присъединява се към авангардните френски поети от кръга на Гийом Аполинер, Андре Бретон, Пол Елюар. Основава списанието „Сюрреализъм“, в което е поместен известният му „Манифест на сюрреализма“. Има лични контакти с редица модерни художници, за което свидетелства включително поетичният му сборник „Новият Орфей“ (1923, ориг. заглавие Le Nouvel Orphée) с илюстрации, направени от Джордж Грос, Робер Делоне и Фернан Леже. Поддържа контакти с Джеймс Джойс и Стефан Цвайг.
Бракът му с Клер Щудер, сключен през 1921 г., слага началото на продължило близо десетилетие интензивно творческо сътрудничество. Заедно с нея Иван Гол публикува стихосбирките „Поеми за любовта“ (1925, ориг. заглавие Poèmes d’ Amour, с илюстрации от Марк Шагал), „Поеми на ревността“ (1926, Poèmes de Jalousie), „Поеми за живота и смъртта“ (1927, Poèmes de la Vie et de la Mort).
Болезнена ревност и кризи разтърсват през 1930-те години брака му. При посещение у свои приятели в Берлин среща девет години по-младата австрийска поетеса и художничка Паула Лудвиг. Последвалата им страстна любовна връзка инспирира създаването на изящните му „Малайски песни“ (1935). През 1936 г. публикува първата част от най-известния си поетически цикъл „Жан Безродния“ (ориг. заглавие La Chanson de Jean sans Terre).

### Емиграция и последни дни
През септември 1939 г., дни след началото на Втората световна война емигрира със съпругата си Клер Гол в САЩ. До признаване на имигрантския им статут двамата са интернирани на Елис Айлънд, след това се заселват в Ню Йорк; пет години по-късно получават американско гражданство. По същото време лекарите диагностират, че Иван Гол страда от левкемия.
В Ню Йорк той публикува на френски език свои преводи на стихотворения от немскоезични автори, издава списанието за френска и американска поезия „Хемисфери“, където за пръв път публикува и свои поетични творби, написани на английски език (Fruit from Saturn, 1946). Стихотворенията от цикъла „Сънно биле“ (ориг. заглавие Traumkraut), възникнали в последните години от живота му, са написани на немски език.
След края на националсоциалистическата диктатура в Европа Иван и Клер Гол се завръщат през 1947 г. във Франция. В края на 1949 г. Иван Гол постъпва в американската болница в парижкото предградие Ньой сюр Сен, месец и половина по-късно е опериран.
Умира на 27 февруари 1950 г. на 58-годишна възраст. Погребан е в гробището Пер Лашез в Париж.

## Творчество
Ранните творби на Иван Гол са издържани в духа на експресионизма, чийто рязък и дисонантен тон, наред с порива за промяна на света слагат отпечатък върху поемите „Панамският канал“ (1914), „Реквием на загиналите в Европа“ (1917) и стихосбирката „Дитирамби“ (1918). В тях личи също влиянието на американския поет Уолт Уитман и на германския философ Фридрих Ницше.
След 1919 г. в творчеството на Иван Гол навлизат мотиви, елементи и изразни форми на сюрреализма, който писателят теоретично защитава в своя „Манифест на сюрреализма“ (1924). Гротескова образност и ярка метафорика отличават поезията („Астрал“, 1920, „Париж гори“, 1921, „Айфеловата кула“, 1924), драматургията („Метусалем или вечният гражданин“, 1922), и романите му („Еврококи“, 1928, „Содом Берлин“, 1929).
Смятан е за новатор в модерната европейска поезия от първата половина на ХХ век. Една от централните му теми е тази за безродника, осъден на вечно скиталчество и самота. В най-известния му поетически цикъл Jean sans Terre тя е разгърната като модерна притча за скитника евреин Ахасфер и в много отношения отразява раздвоението и съдбата на самия поет, който до края на живота си търси и не намира своята идентичност.
В своето време Иван Гол е открояваща се литературна фигура. Пише и публикува на немски, френски и английски език. Превежда от и на трите езика, между другото автори като Блез Сандрар, Франсоа Мориак, Франц Верфел, Джеймс Джойс.
Въпреки безспорното му значение за експресионизма и сюрреализма, в Германия остава известен по-скоро само на ценителите. Френски познавачи на европейската любовна лирика като Жан Кокто и Пол Елюар го смятат за един от големите ѝ обновители. Във Франция на негово име е учредена Международна награда за поезия (годишно присъждана от 1998 насам). В англоезичния свят са публикувани в превод някои от най-известните му творби, както и авторитетни монографии за творчеството му.

## Произведения

### Поезия
- Lothringische Volkslieder, Nachdichtungen. Metz, P. Müller Verlag, 1912
- Der Panama-Kanal, Verlag der Expressionistischen Häfte, A. R. Meyer, Berlinq 1914
- Requiem. Für die Gefallenen von Europa, Kommissionsverlag von Rascher&Cie, Zürich/Leipzig, 1917
- Dithyramben, Kurt Wolff Verlag (Bücherei Der jüngste Tag, Band 54), Leipzig, 1918
- Die Unterwelt, Gedichte. S. Fischer Verlag, Berlin, 1919
- Paris brennt. Ein Poem nebst einem Postkartenalbum. Verlag Zenit, Zagreb, 1921
- Le Nouvel Orphèe, Illustrations de R. Delaunay, G. Grosz, F. Léger, Aux Éditions de la Sirène, Paris, 1923
- Der Eifelturm, Gesammelte Dichtungen. Verlag Die Schmiede, Berlin, 1924
- Poèmes d’Amour (avec Claire Goll). Avex 4 dessinds de Marc Chagall. Jean Budry&Cie (Collection Surréaliste), Paris, 1925
- Poèmes de Jalousie, 1926 (avec Claire Goll, Jean Budry&Cie, Paris, 1926
- Poèmes de la Vie et de la Mort, 1927 (avec Claire Goll), Jean Budry&Cie, Paris 1927
- Chansons Malaises, Edition Poésie et Cie, Paris, 1935; Malaische Liebeslieder. Verlag Langewiesche-Brandt, Ebenhausen, 1967
- La Chanson de Jean sans Terre. Poème en 9 schants, Edition Poésie et Cie, Paris, 1936
- Fruit from Saturn, Hémisphères Editions de la Maison Francaise, New York, 1946
- Traumkraut, Gedichte aus dem Nachlass. Limes Verlag, Wiesbaden, 1951

### Романи
- Le Microbe de l'Or. Editions Èmile-Paul Frères, Paris 1929
- Die Eurokokke, Martin Wasservogel Verlag, Berlin, 1928
- Sodome et Berlin, Èditions Èmile-Paul Frères, Paris, 1929
- Agnus Dei, Èditions Èmile-Paul Frères, Paris, 1930
- Lucifer Viellissant, Èditions R.-S. Correa, Paris, 1934

### Пиеси
- Methusalem oder Der ewige Bürger, ein satirisches Drama. Mit drei Figurinen von George Grosz, Einführung von Georg Kaiser, Gustav Kiepenheuer Verlag, Potsdam, 1922
- Melusine. Schauspiel, 1922
- Der Stall des Augias. Tragödie in fünf Akten, Verlag Die Schmiede, Berlin, 1924